# René Blondlot
Prosper-René Blondlot, född den 3 juli 1849 i Nancy, död den 24 november 1930, var en fransk fysiker.
Blondlot studerade i Nancy, Heidelberg, Zürich och Paris, blev 1881 filosofie doktor samt 1882 maître de conférences och var 1886–1910 professor vid naturvetenskapliga fakulteten i Nancy. Blondlots vetenskapliga arbeten faller övervägande inom elektricitetsläran, där han ofta samarbetade med sin kollega Bichat. Hans doktorsavhandling behandlade den galvaniska polarisationen och han utförde även en del betydelsefulla undersökningar över den elektriska vågor.
Blondlot är mest ihågkommen för sina undersökningar om de helt imaginära "N-strålarna" (N efter Nancy). Han upptäckte dessa 1903, sju år efter den tyska upptäckten av röntgenstrålning. N-strålarna bekräftades av några franska forskningsgrupper, men andra kunde inte bekräfta deras existens eller egenskaper. Det hela blev avslöjat som självbedrägeri och patologisk vetenskap av den amerikanska fysikern Robert Williams Wood, som tidigare hade avslöjat ockultister. Woods artikel publicerades i september 1904 i Nature. Ändå tilldelades Blondlot franska vetenskapsakademiens Leconte-pris om 50 000 francs några månader senare.